# Rascal Does Not Dream of Bunny Girl Senpai
Rascal Does Not Dream of Bunny Girl Senpai (яп. 青春ブタ野郎シリーズ, сейшюн бута яро: шірі:дзу), або Aobuta (яп. 青ブタ) — серія ранобе, написана Хаджіме Камошідою та ілюстрована Кейджі Мідзуґучі. ASCII Media Works видала 9 томів, починаючи з квітня 2014 року. Манґа на її основі, орієнтована на дорослих чоловіків, випускається з січня 2016 року. Аніме-серіал був знятий студією CloverWorks, прем'єрний показ продовжувався з 4 жовтня по 27 грудня 2018 року. Прямим продовженням серіалу є фільм Rascal Does Not Dream of a Dreaming Girl (яп. 青春ブタ野郎はゆめみる少女の夢を見ない, Сейшюн бута яро: ва юмеміру шьо:джьо но юме о мінай), прем'єра якого відбулася 15 червня 2019 року.

## Сюжет
Життя Сакути Адзусаґави несподівано змінюється, коли він зустрічає актрису-підлітка Май Сакураджіму, яка блукає в костюмі дівчини-кролика бібліотекою, де її ніхто не помічає, через що вона і вирішила привернути увагу своїм відвертим вбранням. Виявляється, що Сакута — єдина людина, здатна її бачити. Сакута вирішує допомогти Май знову стати видимою оточуючими, що в результаті призводить його до нових знайомств та несподіваних наслідків.

## Персонажі
- Сакута Адзусаґава (яп. 梓川 咲太, Адзусаґава Сакута) — головний герой. Хлопець, який навчається в тій же школі, що й на Май, але на рік молодший. Як стверджують плітки, у минулому він відправив кількох однокласників до лікарні. Насправді ж туди поклали його самого після того, як на його тілі з'явилися рвані рани, від яких у нього залишилися шрами. Подібні дивні явища Сакута пояснює «підлітковим синдромом» - чутками про те, що у підлітків з неясних причин іноді прокидаються різні паранормальні здібності.

Сейю: Кайто Ішікава
- Май Сакураджіма (яп. 桜島 麻衣, Сакураджіма Май) — головна героїня, дівчина-кролик. Популярна актриса, яка пішла із шоу-бізнесу. Незважаючи на минулу славу, періодично люди перестають усвідомлювати факт існування Сакураджіми. При цьому вони не тільки не бачать Май, а й поводяться так, ніби такої людини ніколи не існувало. І навіть якщо їм надати свідчення існування Май, їх вони теж сприйняти не зможуть. Так, лист, підписаний Май, її мати сприймала як листа від невідомого відправника. З яких причин цей ефект активується і чому потім пропадає - залишається незрозумілим.

Сейю: Асамі Сето
- Томое Коґа (яп. 古賀 朋絵, Коґа Томое) — головна героїня другого тому ранобе, «дияволя». Томое навчається у тій самій школі, що й Сакута, але на рік молодша. Саме через проблеми Томое весь світ, крім неї самої і Сакути, проживає один і той же день щоразу. Завдяки Футабі Сакута дізнається, що Томое — так званий Демон Лапласа. Виявляється, що Томое пропонує зустрічатися один хлопець, якому вона боїться відмовити, оскільки вважає, що про неї можуть погано подумати. Сакута вирішує допомогти їй, і вони починають нібито зустрічатися. Через це Коґа закохується в Сакуту, але той стверджує, що любить тільки Май. Незабаром Томое усе усвідомлює, і її проблеми вирішуються.

Сейю: Нао Тояма
- Ріо Футаба (яп. 双葉 理央, Футаба Ріо) — головна героїня третього тому ранобе, «відьма логіки». Є єдиним членом наукового гуртка у школі та однією із пари друзів Сакути. Спочатку вона вважала, що «підлітковий синдром» - це міф, поки сама з ним не зіткнулася, якось роздвоївшись.

Сейю: Ацумі Танедзакі
- Нодока Тойохама (яп. 豊浜 のどか, Тойохама Нодока) — головний персонаж четвертого тому, «ідол з комплексом сестри», зведена сестра Май та член групи ідолів. Вона заздрить власній сестрі, вважає, що вона в усьому краща. У Нодоки розвинувся комплекс неповноцінності, через що вона змінюється тілами з Май. Але незабаром вони змінились назад, оскільки Нодока усвідома, що Май заздрить їй не менше, і вони помирилися.

Сейю: Маая Учіда
- Каеде Адзусаґава (яп. 梓川 かえで (花楓), Адзусаґава Каеде) — молодша сестра Сакути й ще одна жертва «підліткового синдрому», «молодша сестра-самітниця». Одного разу втратила пам'ять, при цьому ставши зовсім іншою людиною. «Нова» Каеде дуже сором'язлива, навіть лякається людей, які приходять до Сакути, і весь час носить ту саму піжаму-кігурумі у вигляді панди. Це тривало лише два роки. Каеде вирішила, що так продовжуватися не може, і поставила собі кілька цілей. Головною метою було знову почати ходити до школи. Спочатку вона дуже боїться, але в результаті завдяки старанням Сакути, вже може спокійно виходити на вулицю. Незабаром, під приводом Сакути піти додому короткою дорогою, вони приходять до закритої на ніч школи і пробираються на її територію, що надихає Каеде пійти до неї наступного дня. Проте вранці Сакута виявляє, що повернулася «стара» Каеде (тобто до неї повернулася пам'ять), при цьому вона не пам'ятає останні два роки.

Сейю: Юріка Кубо
- Шьоко Макінохара (яп. 牧之原 翔子, Макінохара Шьо:ко) — головний персонаж шостого та сьомого томів, «дівчинка-мрійниця». Учениця середньої школи. Якось під час дощу, намагаючись сховати знайденого кота від води, вона зустрічає Сакуту і Май. На превеликий подив для Сакути, її звуть так само, як і його перше кохання, та й зовнішньо дівчина дуже на неї схожа. Вони домовляються, що знайдене кошеня деякий час поживе у Сакути, а Шьоко буде його відвідувати, але через деякий час дівчинка зникає.

Сейю: Інорі Мінасе
- Юма Кунімі (яп. 国見 佑真, Кунімі Ю:ма) — найкращий друг Сакути і Футаби. Зустрічається із Сакі Камісато.

Сейю: Юма Учіда
- Сакі Камісато (яп. 上里 沙希, Камісато Сакі) — учениця тієї ж школи, що й Сакута з Май. Дівчина Кунімі. Сильно недолюблює Сакуту, хоче, щоб він перестав дружити з Юмою, оскільки вважає, що репутація Сакути може нашкодити Юме і, відповідно, їй же.

Сейю: Хіміка Аканея
- Фуміка Нанджьо (яп. 南条 文香, Нанджьо: Фуміка) — репортер, яка цікавиться «підлітковим синдромом». Вважає, що шрами Сакути та синдром якось пов'язані.

Сейю: Сатомі Сато

## Медіа

### Ранобе
Серія, що відкрилася ранобе під назвою «Негідник, якому не снилася дівчина-зайчик», написана Хаджіме Камошідою та проілюстрована Кейджі Мідзугучі. ASCII Media Works опублікувала 10 томів із квітня 2014 року. Ліцензовано компанією Yen Press для випуску англійською мовою у 2020 році.
| №  | Назва | Дата виходу          | ISBN                   |
| -- | --- | -------------------- | ---------------------- |
| 1  | Rascal Does Not Dream of Bunny Girl Senpai Сейшюн бутаяро: ва бані:ґа:ру семпай но юме о мінай (青春ブタ野郎はバニーガール先輩の夢を見ない)             | 10 квітня 2014 року  | ISBN 978-4-04-866487-5 |
| 2  | Rascal Does Not Dream of Little Devil Kohai Сейшюн бутаяро: ва пучідебіру ко:хай но юме о мінай (青春ブタ野郎はプチデビル後輩の夢を見ない)              | 9 вересня 2014 року  | ISBN 978-4-04-866808-8 |
| 3  | Rascal Does Not Dream of a Logical Witch Сейшюн бутаяро: ва роджікару віччі но юме о мінай (青春ブタ野郎はロジカルウィッチの夢を見ない)                 | 10 січня 2015 року   | ISBN 978-4-04-869173-4 |
| 4  | Rascal Does Not Dream of an Idol With a Sister Complex Сейшюн бутаяро: ва шісукон айдору но юме о мінай (青春ブタ野郎はシスコンアイドルの夢を見ない)    | 9 травня 2015 року   | ISBN 978-4-04-865135-6 |
| 5  | Rascal Does Not Dream of a House-sitting Little Sister Сейшюн бутаяро: ва орусубан імо:то но юме о мінай (青春ブタ野郎はおるすばん妹の夢を見ない)       | 10 вересня 2015 року | ISBN 978-4-04-865394-7 |
| 6  | Rascal Does Not Dream of a Dreaming Girl Сейшюн бутаяро: ва юмеміру шьо:джьо но юме о мінай (青春ブタ野郎はゆめみる少女の夢を見ない)                    | 10 червня 2016 року  | ISBN 978-4-04-865891-1 |
| 7  | Rascal Does Not Dream of a Girl Experiencing Her First Love Сейшюн бутаяро: ва хацукой шьо:джьо но юме о мінай (青春ブタ野郎はハツコイ少女の夢を見ない) | 8 жовтня 2016 року   | ISBN 978-4-04-892281-4 |
| 8  | Rascal Does Not Dream of a Sister on an Outing Сейшюн бутаяро: ва одекаке шісута: но юме о мінай (青春ブタ野郎はおでかけシスターの夢を見ない)           | 10 квітня 2018 року  | ISBN 978-4-04-893585-2 |
| 9  | Rascal Does Not Dream of a Girl with a Leather Backpack Сейшюн бутаяро: ва рандосеру га:ру но юме о мінай (青春ブタ野郎はランドセルガールの夢を見ない)  | 10 жовтня 2018 року  | ISBN 978-4-04-912017-2 |
| 10 | Rascal Does Not Dream of a Lost Singer Сейшюн бутаяро: ва майоеру шінґа: но юме о мінай (青春ブタ野郎は迷えるシンガーの夢を見ない)                      | 7 лютого 2020 року   | ISBN 978-4-04-912850-5 |
| 11 | Rascal Does Not Dream of Nightingale Сейшюн бутаяро: ва Найчінґе:ру но юме о мінай (青春ブタ野郎はナイチンゲールの夢を見ない)                           | 10 грудня 2020 року  | ISBN 978-4-04-912902-1 |

### Манґа
Манґа, намальована Цугумі Нанамі, виходить у журналі Dengeki G’s Comic із січня 2016 року. У Північній Америці ліцензована компанією Yen Press.
| № | Назва | Дата виходу         | ISBN                   |
| - | --- | ------------------- | ---------------------- |
| 1 | Rascal Does Not Dream of Bunny Girl Senpai 1 Сейшюн бутаяро: ва бані:га:ру семпай но юме о мінай 1 (青春ブタ野郎はバニーガール先輩の夢を見ない 1) | 8 жовтня 2016 року  | ISBN 978-4-04-892480-1 |
| 2 | Rascal Does Not Dream of Bunny Girl Senpai 2 Сейшюн бутаяро: ва бані:га:ру семпай но юме о мінай 2 (青春ブタ野郎はバニーガール先輩の夢を見ない 2) | 10 жовтня 2018 року | ISBN 978-4-04-912068-4 |
| 3 | Rascal Does Not Dream of Little Devil Kohai 1 Сейшюн бутаяро: ва пучідебіру ко:хай но юме о мінай 1 (青春ブタ野郎はプチデビル後輩の夢を見ない 1)  | 10 жовтня 2018 року | ISBN 978-4-04-912070-7 |
| 4 | Rascal Does Not Dream of Little Devil Kohai 2 Сейшюн бутаяро: ва пучідебіру ко:хай но юме о мінай 2 (青春ブタ野郎はプチデビル後輩の夢を見ない 2)  | 10 грудня 2018 року | ISBN 978-4-04-912258-9 |

### Аніме
13-серійне аніме виходило в ефір з 4 жовтня до 27 грудня 2018 року. Анімація зроблена на студії CloverWorks. Музичний супровід було створено гуртом Fox Capture Plan. Серіал заснований на перших 5 томах ранобе. Пісня в його відкриваючій заставці, «Kimi no Sei» (яп. 君のせい, «Через тебе»), була написана гуртом The Peggies, у закриваючій, «Fukashigi no Karte» (яп. 不可思議のカルテ, «Загадкова лікарняна карта»), був записаний актрисами озвучування п'яти героїнь із «підлітковим синдромом».
Аніме-фільм «Негідник, якому не снилася дівчина-мрійниця» (яп. 青春ブタ野郎はゆめみる少女の夢を見ない, Сейшюн бута яро: ва юмеміру шьо:джьо но юме о мінай) побачив світ 15 червня 2019 року. Сюжет фільму побудований на 6 та 7 томах ранобе. Фільм розроблявся тими самими людьми, що й серіал. Ендінґом знову виступила «Fukashigi no Karte», але тепер заспівана і сейю Шьоко.
| № | Назва                                                                                                | Режисер           | Прем'єра серії         | Посилання |
| --- | --- | ----------------- | ---------------------- | --------- |
| 1 | «My Senpai is a Bunny Girl» «Семпай ва бані:га:ру» (先輩はバニーガール)                              | Кадзуя Івата      | 4 жовтня 2018 року     | [ 18 ]    |
| 29 травня Сакута прокидається від неспокійного сну і знаходить щоденник, у якому написано, що він 6 травня зустрів дівчину в костюмі зайчика, проте її ім'я було стерто. Виявляється, що це Май Сакураджіма, акторка, яка навчається в школі Сакути. Того дня вона вирішила піти до бібліотеки у зухвалому костюмі, щоб перевірити, чи можуть її бачити, оскільки дедалі більше людей переставали її помічати. Її бачить тільки Сакута, який вирішує допомогти їй. Вже вдома у Сакути він розповідає про якийсь «підлітковий синдром». Він вважає, що усі проблеми через це. У минулому із цим синдромом зіткнулася спочатку сестра Сакути, Каеде, а потім і він сам. Трохи пізніше, після маленької плутанини, Май йде і пропадає на деякий час, але пізніше Сакута її знаходить. | |                   |                        |           |
| 2 | «On First Dates, Trouble Is Essential» «Хацу де:то ні харан ва цукімоно» (初デートに波乱は付き物)    | Кадзукі Хорігучі  | 11 жовтня 2018 року    | [ 19 ]    |
| Сакута звертається за допомогою до Ріо Футаби. Вона пояснює йому про квантову механіку та кота Шредінгера. Пізніше Сакута і Май збираються на побачення, проте Сакута запізнюється, оскількив хотів допомогти маленькій дівчинці, що загубилася, знайти маму. Повз проходила Томое Коґа, учениця тієї ж школи, що й Сакута. Вона прийняла Сакуту за педофіла і штовхнула його, проте, усвідомивши ситуацію, вибачилася і запропонувала Сакуті штовхнути її у відповідь. На нещастя для Сакути, під час стусану мимо проїжджав поліцейський, який відвів усіх у дільницю. У результаті Сакута спізнюється на цілу годину, але Май весь час чекала на нього. Вже на пляжі виявляється, що навіть рідна мати перестала бачити Май. Сакута пропонує Май пошукати місця, де її все ще впізнають, і вони їдуть до іншого міста, де й вирішують заночувати. | |                   |                        |           |
| 3 | «The World Without You» «Кімі даке ґа інай секай» (君だけがいない世界)                               | Масахіро шінохара | 18 жовтня 2018 року    | [ 20 ]    |
| Наступного ранку Сакута розповідає, що не спав усю ніч. Повернувшись до школи, він дізнається, що усі, окрім Футаби, забули про Май. Ріо думає, що всі перестали бачити Май через шкільну атмосферу, а також, що її забувають усі, хто спав, оскільки єдиний момент, коли квантове спостереження неможливе - відсутність свідомості у спостерігача. Сакута вирішує якомога довше обходитися без сну. Йому вдається не спати кілька днів. Оскільки скоро іспити, Май вирішила підготувати Сакуту, проте приспала його снодійними, після чого зі сльозами на очах подякувала йому і попрощалася. Настав день іспиту, під час якого Сакуті вдається згадати Май. Він відпрошується до туалету, але насправді біжить до стадіону школи, звідки на всю школу зізнається Май в коханні. У той же час Май, яка, як виявилося, стояла позаду Сакути і яку Сакута вже бачить, кричить всій школі про синдром Сакути, що, зважаючи на все, допомагає їй, і її бачать уже всі інші. | |                   |                        |           |
| 4 | «There Is No Tomorrow For A Rascal» «Бутаяро: ні ва ашіта га най» (ブタ野郎には明日がない)           | Шьохей Яманака    | 25 жовтня 2018 року    | [ 21 ]    |
| 27 червня. Сакута обідає разом із Май. Він пропонує їй почати зустрічатися, на що Май погоджується. Після обіду Сакута випадково побачив, як Томое Коге пропонує зустрічатись член баскетбольної команди Маесава. Наступного дня Сакута виявляє, що знову настало 27 червня. Він звертається за допомогою до Футаби, яка розповідає про Демона Лапласа. У результаті Сакута розуміє, що застряг у часовій петлі. Трохи пізніше він знаходить Томое, яка ховалася від Маесави під столом. Вона розповідає, що може посваритися з подругою, якщо відповість Маесаві взаємністю або відмовою. Сакута і Коґа випадково падають одна на одну, і в цей момент у клас заходять сам Маесава і Май, що обом не дуже сподобалося. Наступного дня, вже 28 червня, Сакута дізнається, що Май до школи не приходила. Пізніше Томое пропонує почати неправдиво зустрічатися до початку канікул. Наприкінці дня до Сакути приходить Май і ставить досить банальне запитання: «Чому ти не прийшов вибачитися?». | |                   |                        |           |
| 5 | «All the Lies I Have for You» «Аріттаке но усо о кімі ні» (ありったけの嘘を君に)                     | Норіхіто Такахаші | 1 листопада 2018 року  | [ 22 ]    |
| Сакута пояснює Май, чому вирішив допомогти Томое: він побачив у ній свою сестру і вирішив пошкодувати її. Май усе розуміє та вибачає його. Починаються псевдо-побачення. Багато хто думає, що Томое стала розпущеною, що погіршує її репутацію. Через деякий час на залізничній станції до Сакути підходить Маесава та зав'язує бійку, проте Сакута виходить переможцем. Разом із Когою вони тікають на пляж. Коґа запитує, чим вона може за все відплатити, і Сакута відповідає, що просто стати його другом, на що Томое з радістю погоджується. | |                   |                        |           |
| 6 | «This World You Chose» «Кімі ґа еранда коно секай» (君が選んだこの世界)                              | Кадзуя Івата      | 8 листопада 2018 року  | [ 23 ]    |
| 18 липня. Сакута та Томое домовляються припинити свої стосунки після останнього побачення на пляжі. Але Сакута знову потрапляє до часової петлі, яка повторює 18 липня. Однак цього разу Томое про це нібито не підозрює, але з'ясовується, що вона брехала. Минуло кілька однакових днів та однакових побачень на пляжі. Сакуті це набридає і наступного разу він веде Томое в інше місце. Там вона освідчується Сакуті в коханні, проте Сакута каже, що любить тільки Май. Томое усе розуміє, але через це Сакута повертається назад до 27 червня, того дня, коли обідав разом із Май. Дорогою додому вони зустрічають школярку Шьоко Макінохару, яка намагалася сховати кошеня від дощу. Виявляється, що у Шьоко такеж ж ім'я, як і у першого кохання Сакути, що його дуже здивовує. | |                   |                        |           |
| 7 | «Adolescence Paradox» «Сейшюн ва парадоккусу» (青春はパラドックス)                                   | Рюто Оно          | 15 листопада 2018 року | [ 24 ]    |
| Шьоко починає приходити до Сакути, щоб доглядати за підібраним кошеням. Як завжди, Сакута говорить про недавні дива разом з Футабою. Він зауважує, що на ній немає окулярів і у неї змінилася зачіска. Пізніше, під час зустрічі Май та Сакути, вони помічають, як Ріо входить в інтернет-кафе. Там, щоб знайти її, Сакута дзвонить їй, однак у цей момент знаходить другу Ріо. Незабаром ця Ріо йде додому до Сакути. Вона вважає, що роздвоєння могло статися через квантову фізику. З цим припущенням погоджується інша Ріо і після зустрічі з нею Сакута стикається з Сакі, яка показує йому аккаунт у соцмережі з еротичними фотографіями анонімної дівчини, в якій Сакута впізнає Футабу. | |                   |                        |           |
| 8 | «Wash It All Away on a Stormy Night» «О:яме но йору ні субете о нагашіте» (大雨の夜にすべてを流して) | Шьохей Яманака    | 22 листопада 2018 року | [ 25 ]    |
| Ріо пояснює фотографії тим, що вона так боролася із невпевненістю через своє тіло. Під час зустрічі Сакути та Ріо на вокзалі Футабе пише незнайомець із поганими намірами. Це її лякає, і вона просить Сакуту провести ніч із нею. Акаунт вони видаляють, а Сакута дзвонить Юме, своєму другові, в якого закохана Ріо. Разом вони вирішують провести ніч на пляжі, де згодом думають піти на фестиваль за тиждень. Наступного дня інша Ріо тікає з дому, тим самим змушуючи Сакуту під дощем шукати її. Знайшовши її в школі, після недовгої розмови Сакута непритомніє, прийшовши до тями вже в лікарні. Там він говорить Ріо, що приїхала з ним, зателефонувати іншій собі і попроситися разом піти на свято. Під час дзвінка ця Ріо зникає. | |                   |                        |           |
| 9 | «Sister Panic» «Шісута: панікку» (シスターパニック)                                                  | Дайсуке Цукуші    | 29 листопада 2018 року | [ 26 ]    |
| Почався новий шкільний семестр. Хоча Сакуті та Май не можна перебувати разом через політику агентства Май, Сакута не може її знайти. Дорогою додому він її бачить, проте в тілі Май знаходиться її молодша зведена сестра Нодока (і навпаки). Нодока дуже ображена на Май, оскільки вважає, що та у всьому краща. Це весь час висловлює мати Нодоки. Поки нічого не прояснилося, сестри вирішують жити життям один одного. Але коли Май чудово справляється, у Нодокі все виходить насилу, що дуже сильно впливає на неї. Після тривалих зйомок Нодокі в тілі Май сама Май віддає ключі від свого будинку, але каже, щоб Сакута не ліз у певну шафу. Однак, поки Нодока приймала ванну, Сакута все ж таки вирішив подивитися, що там зберігається. | |                   |                        |           |
| 10 | «Complex Congratulations» «Компуреккусу конгурачсюре:шьон» (コンプレックスこんぐらっちゅれーしょん)  | Норіхіто Такахаші | 6 грудня 2018 року     | [ 27 ]    |
| Коли Сакута повертається додому, Каеде зустрічає його в шкільній формі, що дивує Сакуту, а Май дає квитки на майбутній концерт ідол-групи Нодоки. На концерті Маї чудово виступає, і пізніше її вихваляє мати Нодоки, що приводить саму Нодоку в замішання. Після концерту Нодока та Сакута вирушають на пляж, де Нодока намагається втекти у море. Сакута каже, що мати її справді любить, проте Нодока не вірить. Тоді, вже вдома, Сакута показує листи, що зберігаються в шафі Май від Нодоки. Після цього Май та Нодока миряться і змінюються тілами назад. | |                   |                        |           |
| 11 | «The Kaede Quest» «Каеде куесуто» (かえでクエスト)                                                   | Кадзукі Хорігучі  | 13 грудня 2018 року    | [ 28 ]    |
| На прес-конференції Май розповідає про свої стосунки із Сакутою та про його вплив на її рішення повернутися до зйомок. Дивлячись на все це, Каеде вирішує створити свій список цілей, який включає відповіді на телефонні дзвінки, вихід на вулицю і вихід до школи. Завдяки Сакуті вона починає виконувати свої цілі, зрештою вирушаючи навіть на пляж. На цьому пляжі Каеде зустрічає Котомі, свою подругу дитинства, проте не впізнає її. Сакута вирішує зізнатися присутнім при цьому Май та Нодоку, що у Каеде амнезія. | |                   |                        |           |
| 12 | «Life is a Never-Ending Dream» «Саменай юме о цудзукі о ікітейру» (覚めない夢の続きを生きている)     | Кадзуя Івата      | 20 грудня 2018 року    | [ 29 ]    |
| Сакута пояснює стан Каеде Май та Нодоке: через цькування в школі вона почала відчувати дисоціативну амнезію, що підштовхнуло і мати Каеде та Сакути до психічного розладу (для покращення її стану батьки відселилися від дітей). Незабаром Сакута отримує свої шрами на грудях. Пізніше Каеде прочитала записку в книзі, яку залиша Котомі. Через це вона непритомніє. Її минулі спогади починають повільно повертатися і можуть витіснити нинішні спогади. Каеде намагається перебороти страх і піти до школи. Поступово вона спочатку виходить за двері квартири, потім надвір. Незабаром, повертаючись разом із Сакутою із зоопарку, вони, на пропозицію старшого брата, вирішують піти додому короткою дорогою і виходять до порожньої школи. Це втішає Каеде, і вона заявляє, що наступного ранку обов'язково піде до школи. Проте на ранок повернулася стара пам'ять Каеде, ціною недавніх спогадів. | |                   |                        |           |
| 13 | «The Dawn After an Endless Night» «Акенай йору но йоаке» (明けない夜の夜明け)                        | Хідетоші Такахаші | 27 грудня 2018 року    | [ 30 ]    |
| Під час відвідування Каеде в лікарні Сакута розплакався, в результаті знову відкрилися шрами. Трохи пізніше він несподівано зустрічає «старшу» Шьоко, своє перше кохання. Поки Сакута приймав ванну, Шьоко вирішила прочитати щоденник Каеде, який та почала вести після втрати пам'яті. Каеде вирішила створити список цілей, щоб у Сакути залишилися приємні спогади, оскільки розуміла, що вона скоро «зникне». Вже наступного дня Сакута знаходить записку від Шьоко, що вже пішла. Ріо вважає, що Шьоко – це ілюзія, створена самим Сакутою. Незабаром до Сакути приходить Май і читає записку, через яку відразу йде. Пізніше, у день народження Май, про який Сакуті розповідає Нодока, він вирішує останнім поїздом вирушити до неї. Виходить так, що привітати Май вдається за 4 хвилини до півночі. На імпровізованому побаченні Май вибачається за те, що не була поруч з ним у скрутну хвилину, на що Сакута відповідає, що він щасливий і тому, що вона поруч із ним. У сцені після титрів Сакута та Каеде пакують сумки у лікарні. Каеде заявляє, що готова ходити до школи, бо знає, що вона більше не одна. | |                   |                        |           |